# 法身
法身（羅馬化：Dharma-kāya，羅馬化：Dhamma-kāya；藏語：ཆོས་སྐུ།，威利转写：chos sku，THL：chö ku），又稱自性身、真实身等，佛教术语，三身之一，指佛所证验的超越的真理，遍及整个法界。

## 字義
（法身）的字根由（法；巴利语爲），以及（身）所組成。可以理解为“法界真如之身”、“真实身”，即大乘《大般涅槃经》所说的“常”身（常、乐、我、净）。而藏文chos sku，直译也是“真身”。

## 概論

### 缘起与發展
在《阿毗達摩》之中，已經提出法身的概念。阿毗達摩認為，釋迦牟尼在八相成道後，進入無餘涅槃。但是佛灭後，只是佛陀的生身消失，他所領悟的法並沒有消失，法存在即佛陀存在，因此佛以法為身，稱之為法身。
在大乘佛教中，進一步發揮，提出三身的概念。
如來藏學派中，以如來藏作為佛的法身，法身與心識概念合一。

### 法身之體性
- 法身不是色法，也不是物質，沒有形象，也不會有形體或形狀[4]，也是不可眼見的。[5]
- 法身的體性是本來清淨的，也沒有任何世間覺受感應的，意即沒有意識及前五識的六塵覺受。[6]
- 法身是常，是不生不滅、不增不減，是本來清淨的但含藏七轉識染污種子。是無形無相，肉眼不可見。因依事顯理故慧眼能見，能得以親證。《宗鏡錄》卷40：「事能顯理。用能彰體。如見波生。知有水體。」

### 相宗理论
相宗根据《唯识论》分析存在“总相法身”与“别相法身”二种。
- 总相法身，具备理智二法，等同于佛所证真如。在三身理论中，即自性身与自受用报身的二身合见。
- 别相法身，即三身中的自性身，爲一切有为、无爲功德法之所依，故也叫法身。